# Banco Português de Negócios
Banco Português de Negócios, S.A. (BPN) foi um banco privado de Portugal, criado em 1993, que actuava no sector da banca de investimentos. Em 2008 foi nacionalizado pela Lei 62-A/2008. A 31 de Julho de 2011 o governo português anunciou que o BPN seria vendido ao Banco BIC Português, um banco angolano que foi reprivatizado em 11 de abril de 2012. O atual presidente do conselho de administração é Fernando Teles, tendo como outros membros Isabel dos Santos e Américo Amorim. A sede central estava na Avenida António Augusto de Aguiar, em Lisboa.

## História
Em 2008 viu-se envolvido num escândalo de crimes de fraude fiscal e branqueamento de capitais. Com a falta de liquidez, o banco foi nacionalizado, passando a incorporar o universo da Caixa Geral de Depósitos (CGD), um banco estatal.
Em 1993, a Soserfin e o Norcrédito, duas sociedades financeiras de investimentos sofrem uma fusão, originando o BPN. Quatro anos depois, Américo Amorim, na altura o maior accionista do banco, abandona a instituição. Em 2002, compra o banco Efisa e a corretora Fincor. Adquire igualmente o Banco Insular, de Cabo Verde, sem comunicar a sua aquisição ao Banco de Portugal que é o supervisor do sector em Portugal. Um ano depois, em 2003, inicia a sua operação no Brasil. Em 2005, 20% do BPN Brasil é adquirido pelo Banco Angolano de Investimentos (BAI), uma instituição privada angolana. Dois anos mais tarde, em 2007, o Banco de Portugal solicita ao grupo Sociedade Lusa de Negócios/BPN a clarificação da sua composição acionista e a separação entre a sua área financeira, BPN e Real Seguros, e não financeira SLN Investimentos e Plêiade e Partinvest.

### Crimes, fraude e branqueamento de capitais
Em Fevereiro de 2008, José Oliveira e Costa abandona a presidência do grupo, justificando a sua saída com motivos de saúde, sendo substituído interinamente pelo presidente do banco Efisa, Abdool Karim Vakil. Este levanta sérias duvidas aos processos de gestão até então levados a cabo pelas anteriores entidades gestoras do grupo, solicitando às entidades competentes uma investigação. Foi igualmente neste mês que o BPN se viu envolvido em investigações no âmbito da Operação Furacão, um processo-crime que decorre desde 2005, investigando crimes de fraude fiscal e branqueamento de capitais e onde estão envolvidas várias instituições financeiras.
Em Junho de 2008, Miguel Cadilhe, antigo ministro das finanças do XI Governo Constitucional de Portugal chefiado por Cavaco Silva, e ex-administrador do Banco Comercial Português é escolhido para a presidência do Banco. Quatro meses após tomar posse, o então presidente denuncia publicamente vários crimes financeiros que alegadamente terão sido cometidos por altos funcionários de gestões anteriores, solicitando mais uma vez uma investigação profunda aos anteriores actos de gestão, nomeadamente realização de atos bancários a débito sem que existisse contrapartida de créditos no Banco Insular, em Cabo Verde, e contas bancárias instituídas pelo BPN e pela SLN em nome de entidades localizadas em paraísos fiscais. Os negócios promovidos por Manuel Dias Loureiro, enquanto administrador da SLN, em Porto Rico, e as fraudes praticadas por Duarte Lima ao BPN também atraíram considerável atenção mediática.
O caso começou a assumir implicações políticas: destacadas figuras como o então Presidente da República (e ex-Primeiro Ministro) Cavaco Silva, alguns dos seus aliados no PSD (como Dias Loureiro) e alguns membros do Partido Socialista tinham mantido ao longo dos anos relações pessoais, profissionais ou de negócios com Oliveira e Costa e com o Banco.

Já em Novembro do mesmo ano, o BPN vê-se em enormes dificuldades de liquidez, e o Governo (na altura liderado pelo PS de José Sócrates) procede à sua nacionalização, incorporando-o na Caixa Geral de Depósitos. A acção - a primeira nacionalização a ocorrer em Portugal desde o PREC nos anos 1970 - também gerou polémica devido às opções financeiras tomadas e às nomeações para a nova direcção do Banco.

### Privatização
A partir de 2011, o processo passou para o novo Governo PSD/CDS liderado por Pedro Passos Coelho. A fase da reprivatização ficaria marcada por nova polémica devido ao processo de venda do BPN.
Em consequência do memorando de entendimento que o XVIII Governo Constitucional de Portugal assinou com a Troika, o estado português foi obrigado a vender o BPN até ao final de Julho de 2011. Em 2011-07-20 foi anunciado que foram recebidas 4 propostas de compra do BPN, onde se incluem propostas do Banco BIC Português, Montepio e de um grupo de 15 investidores portugueses referido por Núcleo Estratégico de Investidores. Em 31 de julho 2011 o Ministério das Finanças comunicou a venda por 40 milhões de euros ao Banco BIC Português. O Banco foi reprivatizado em 30-03-2012.
Uma investigação da revista Visão intitulada "As estranhas manobras da venda do BPN", edição de 17 de Outubro de 2013, veio lançar luz sobre o processo de compra do BPN, determinando segundo explicações do próprio Ministério das Finanças, que apesar da anunciada venda por 40 milhões, os novos accionistas não desembolsaram capital para realizar a compra. Durante o processo de privatização, foi revelada a existência de uma coleção de quadros de Joan Miró guardados num armazém, o que foi encarado como um exemplo dos gastos supérfluos da administração liderada por Oliveira Costa.
Após a injecção de mais de 800 milhões de dinheiro público para recuperar o capital não próprio do BPN, um dos primeiros actos da nova gestão foi a redução dos capitais próprios da nova instituição que resultou da fusão do BIC na estrutura do BPN, com a libertação de 40 milhões de euros que foram utilizados para liquidar o empréstimo contraído pelos accionistas do BIC realizarem a compra do BPN. Foi alegado na altura, que o banco havia sido adquirido com capital injectado pelo estado, o que portanto não é verdade.